# بلگیش
بلگیش (به صربی: Belegiš) یک منطقهٔ مسکونی در صربستان است که در Stara Pazova Municipality واقع شده‌است. بلگیش ۲٬۹۷۳ نفر جمعیت دارد.